# Helicopsyche howesi
Helicopsyche howesi là một loài Trichoptera trong họ Helicopsychidae. Chúng phân bố ở miền Australasia.